# Rhynchinen
Die Rhynchinen (mittelgriechisch Ῥυγχίνοι Rhynchinoi) waren ein südslawischer Stamm in Makedonien im 7. und 8. Jahrhundert.

## Geschichte
Die Rhynchinen wurden für das Jahr 616 erstmals erwähnt, als sie mit anderen slawischen Stämmen die byzantinische Stadt Thessaloniki belagerten. 658 zwang sie der byzantinische Kaiser Konstans II. nach einem Kriegszug nach Makedonien zu Tributzahlungen. Um 675 wurde ihr König Perbundos durch die Byzantiner getötet. Daraufhin belagerten sie zusammen mit Drugubiten und Sagudaten erneut Thessaloniki für zwei Jahre (676–678).
759 unternahm der byzantinische Kaiser Konstantin V. einen Zug gegen verschiedene slawische Stämme und verpflichtete die Rhynchinen erneut zu Tributzahlungen. Danach wurden sie in zeitgenössischen Chroniken nicht mehr erwähnt.
Für die Zeit um 800 wurde ein Stamm der Rechinen (Ρηχίνοι Rechinoi) auf der Halbinsel Chalkidiki in einer Chronik aus dem 17. Jahrhundert erwähnt. Dieser sollte zusammen mit den Sagudaten christianisiert werden.

## Name
Die Herkunft und Bedeutung des Namens sind unklar. Rhynchinen könnte sich von Rǫčeni herleiten, zu altslawisch *rъčej kleiner Fluss. Rechinen kann die entnasalierte Form dazu sein (vergleiche Retschanen).
Im Griechischen bedeutet rhynchos „Schnauze, Schnabel, Rüssel“. Ein ursprünglich anderer slawischer Name könnte an dieses griechische Wort angepasst worden sein.